# Grange Hill (metropolitana di Londra)
Grange Hill è una stazione della linea Central della metropolitana di Londra.

## Storia
La stazione è stata aperta al pubblico il 1º maggio 1903 dalla Great Eastern Railway (GER), che fu assorbita dalla London & North Eastern Railway (LNER) nel 1923.
Come parte del programma quinquennale (dal 1935 al 1940) noto come New Works Programme del London Passenger Transport Board, la maggior parte di questa tratta passò sotto la gestione della metropolitana per divenire parte della linea Central. Nonostante questi lavori di conversione fossero cominciati nel 1938, vennero sospesi con lo scoppio della seconda guerra mondiale nel 1939 e ripresi solamente nel 1946.
Per consentire l'elettrificazione della linea, la stazione di Grange Hill fu chiusa il 29 novembre 1947 e riaperta sotto la gestione della London Underground il 21 novembre 1948, con il servizio della linea Central.
In questa occasione venne anche ricostruita la biglietteria della stazione, distrutta dai bombardamenti tedeschi nel luglio del 1944. L'edificio originale del 1903 era molto simile a quello della stazione immediatamente a nord, Chigwell, che è tuttora esistente, e a quello di Newbury Park, anch'esso danneggiato durante la guerra e demolito nel 1956.
Nel 1965 è stato chiuso lo scalo merci.
Dalla metà degli anni sessanta ai primi anni novanta, la tratta Hainault-Woodford era marcatamente separata dal resto della linea Central; si usavano, infatti, treni a tre carrozze (solo successivamente a quattro carrozze) due delle quali erano dello stock del 1960, mentre quella centrale era dello stock del 1938. Ad oggi, questa separazione è stata abolita; le carrozze dello stock del 1960 sono state ritirate, e oggi la tratta è operata con gli stessi treni dello stock del 1992, utilizzati sul resto della linea Central.

## Interscambi
Nelle vicinanze della stazione effettuano fermata alcune linee urbane automobilistiche, gestite da London Buses.
- Fermata autobus

## Galleria d'immagini

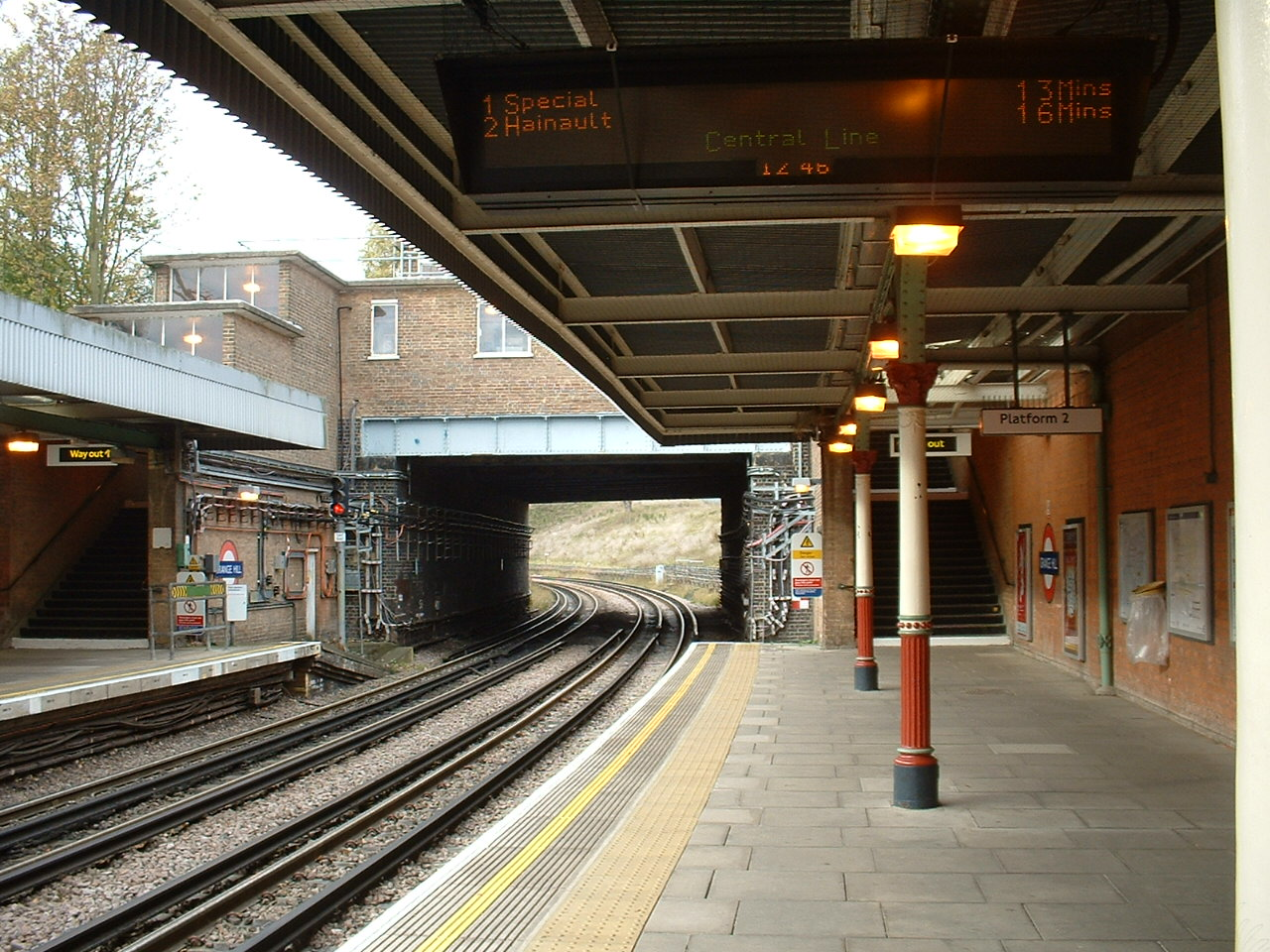
Il binario nord
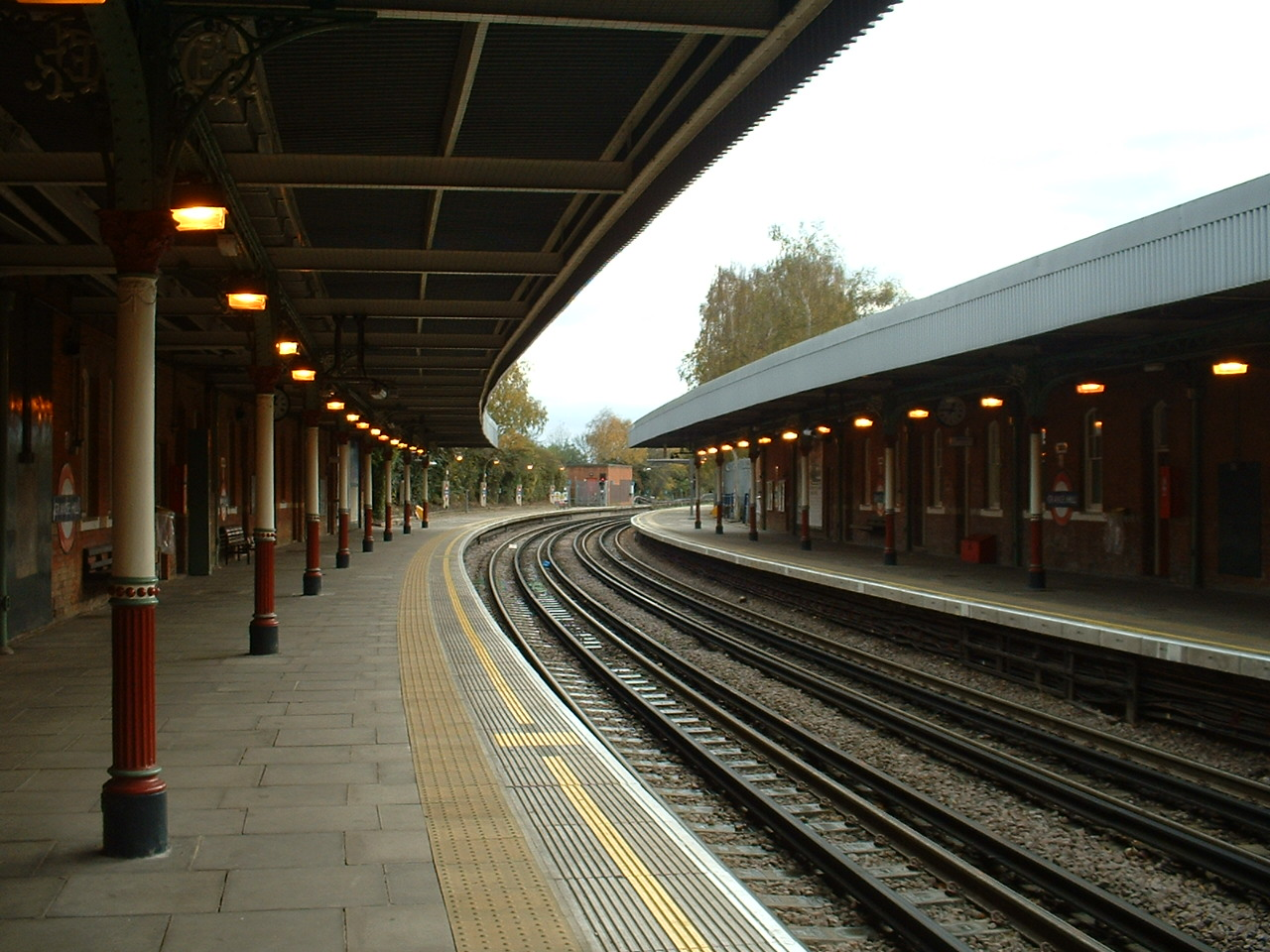
Il binario sud
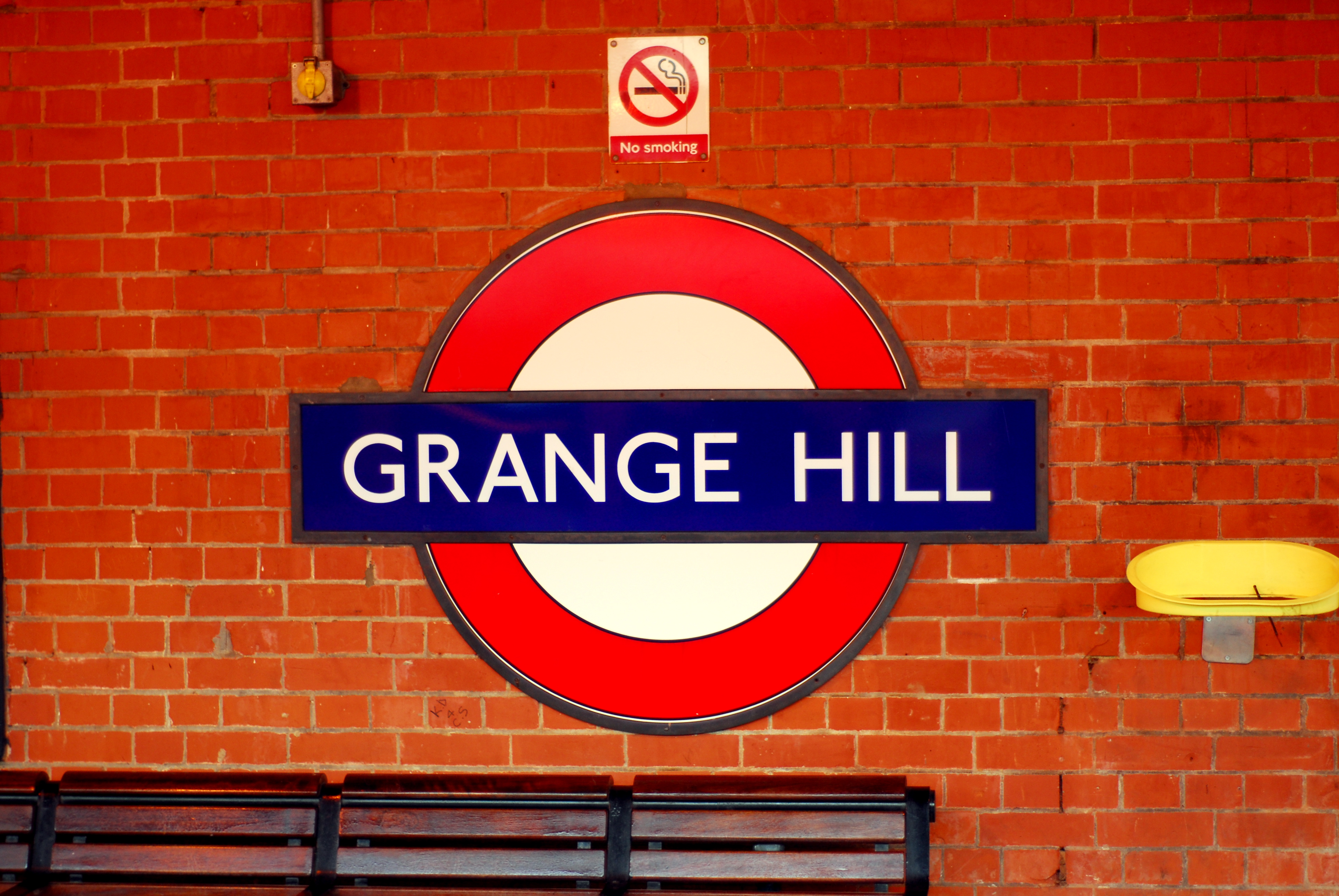
L'insegna della stazione del London Underground
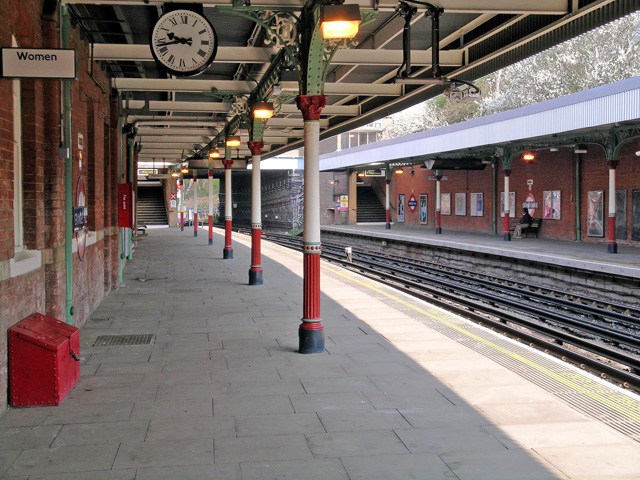
Vista dei binari
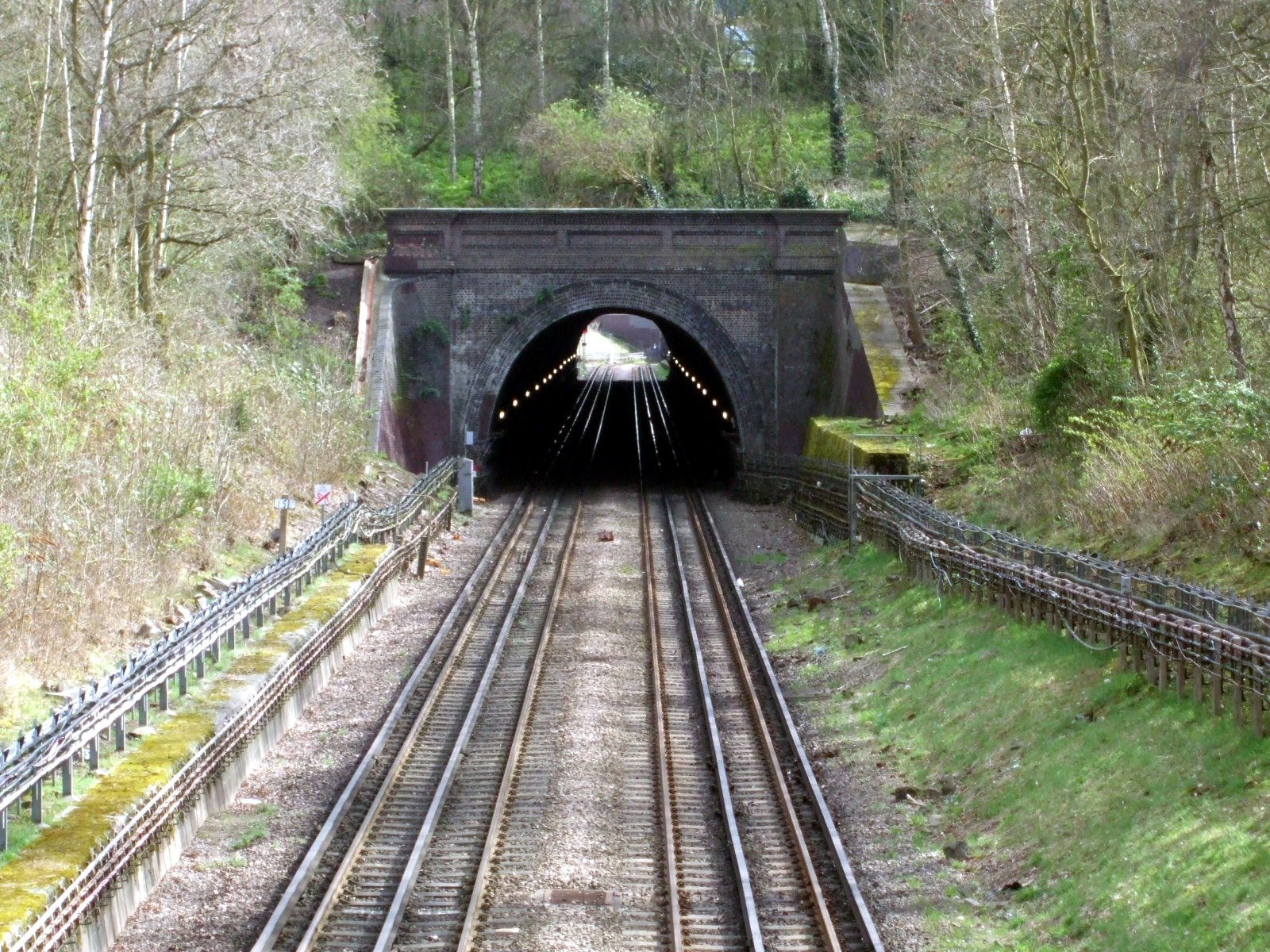
Il tunnel tra Grange Hill e Chigwell